# Acleris rhombana
Acleris rhombana là một loài bướm đêm thuộc họ Tortricidae. Nó được tìm thấy ở vùng sinh thái Bắc bán cầu.
Sải cánh dài 14–18 mm. Chúng bay từ tháng 6 đến tháng 11 tùy theo địa điểm.
Ấu trùng ăn các loài cây bụi và thực vật khác, bao gồm Crataegus, Malus, Pyrus, Prunus và Rosaceae.

## Hình ảnh

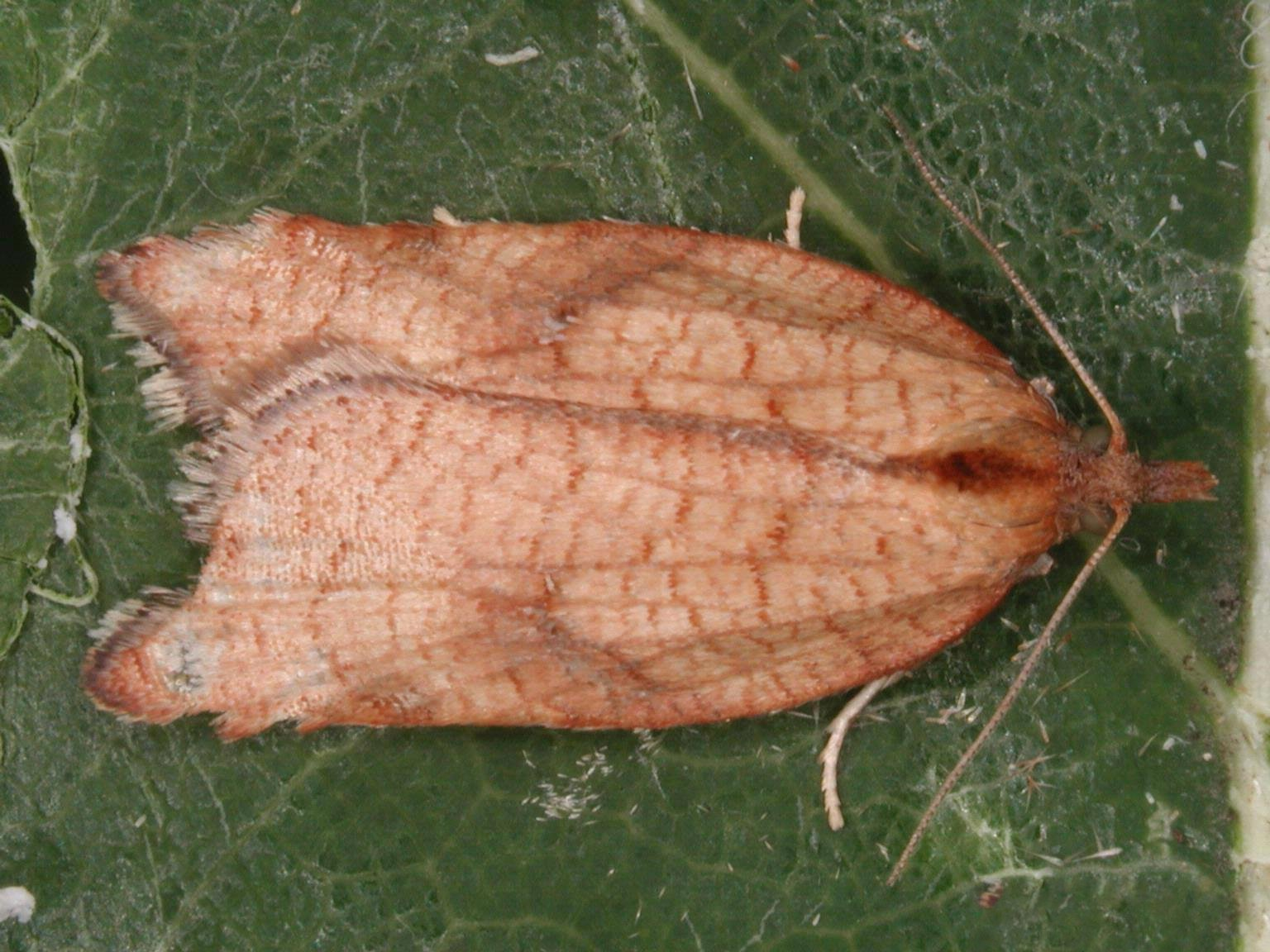